# Прапор Козаровичів
Прапор Козаровичів — один з офіційних символів села Козаровичі Київської області.
Затверджений 5 червня 2013 року рішенням сесії сільської ради.
Створення символів села ініціював краєзнавець Валентин Тимошенко, який звернувся до Українського геральдичного товариства. Автор проєкту прапора — Андрій Гречило.

## Опис
Квадратне полотнище, яке складається з трьох вертикльних смуг — білої, зеленої та білої (співвідношення їх ширин рівне 1:3:1), у зеленому полі стоїть білий лелека з чорним оперенням і червоним дзьобом і ногами, над ним — жовтий лапчастий хрест.

## Зміст
Прапор побудований на основі символіки герба поселення. Дві білі смуги символізують давнє розміщення Козаровичів у межиріччі. Лелека є типовим представником місцевої фауни. Хрест уособлює давні козацькі традиції, високу духовність мешканців села. Зелений колір означає багаті лісові ресурси, срібний — чистоту і порядність.
Квадратна форма полотнища відповідає усталеним вимогам для муніципальних прапорів (прапорів міст, селищ і сіл).